# Chmyznikovnuten
Chmyznikovnuten är ett berg i Antarktis. Det ligger i Östantarktis. Norge gör anspråk på området. Toppen på Chmyznikovnuten är 2 805 meter över havet, eller 208 meter över den omgivande terrängen. Bredden vid basen är 3,6 km.
Terrängen runt Chmyznikovnuten är kuperad norrut, men söderut är den platt. Trakten är obefolkad. Det finns inga samhällen i närheten. 